# Renton, Washington
Renton este un oraș din nord-vestul Statelor Unite ale Americii, statul Washington. Dupǎ Seattle, Bellevue și Kent este al patrulea oraș ca mǎrime din comitatul King și al 9-lea dupǎ mǎrime în stat. Este situat 21 km sud-est de Seattle, de-a lungul țǎrmului lacului Washington. În 2000 avea o populație 50.052 locuitori, iar în prezent populația orașului numǎrǎ 90.927 aceastǎ creștere rapidǎ se datoreazǎ alipirii la oraș a regiunii Benson-Hill.

## Istorie
Renton a fost fondat de cǎtre pionerul european a Coastei pacificului, Erasmus Smithers. Obține statut de oraș la data de 6 septembrie 1901, cînd devine un importatnt centru de extracție a cărbunelui. Populația crește brusc în timpul celui de-al Doilea Război Mondial cînd Boeing construiește aici o fabrică pentru producerea bombardierelor B-29 Superfortress, iar în prezent aici se produc avioane pentru pasageri, Boeing 737. În prezent orașul se aflǎ la confluența mai multor autostrǎzi de importanțǎ statalǎ. Dezvoltarea economică a Renton-ului a atras un numǎr mare de companii cu amǎnuntul, inclusiv Fry's Electronics și IKEA, care atrag consumatori din întreaga regiune.

## Demografie
Populația totală a orașului în 2010: 90,927
Structura rasială în conformitate cu recensământul din 2010:
- 54.6% Albi
- 10.6% Negri
- 0.7% Americani Nativi
- 21.2% Asiatici
- 0.8% Hawaieni Nativi sau locuitori ai Insulelor Pacificului
- 5.8% Două sau mai multe rase
- 6.3% Altă rasă
- 13.0% Hispanici sau Latino (de orice rasă)

## Orașe înfrățite
- Nantes, Franța
- Nishiwaki, Japonia
- Cuautla, Mexic

## Legǎturi externe
- Renton, Washington - QuickFacts Arhivat în 2 septembrie 2011, la Wayback Machine.
- Site oficial
- Renton - Districtul școlar Arhivat în 15 iunie 2006, la Wayback Machine.
- Renton RTC
- Pagina web a comunitǎții orașului

1. ↑   https://www.rentonwa.gov/city_hall/mayor, accesat în 29 martie 2022 Lipsește sau este vid: |title= (ajutor)
2. ↑  Gazetteer Files – 2020 (în engleză), United States Census Bureau, accesat în 19 decembrie 2021